# Миранда, Диамантину
Диамантину Мануэль Фернандеш Миранда (порт. Diamantino Manuel Fernandes Miranda; род. 3 августа 1959, Мойта) — португальский футболист, игравший на позиции полузащитника, и тренер. Наиболее известен он по игре за лиссабонскую «Бенфику» (11 сезонов в двух отдельных периодах), приняв участие в более чем 300 официальных матчах и выиграв 11 крупных титулов.

## Клубная карьера
Родившийся в Мойте Диамантину был одним из ключевых игроков «Бенфики» в 1980-х годах, выиграв несколько национальных чемпионатов и Кубков. Он играл в финале Кубка УЕФА 1983 года, в котором «орлы» уступили «Андерлехту» (0:1 и 1:1), и пропустил финал Кубка европейских чемпионов 1988 года из-за травмы, в котором лиссабонский клуб уступил ПСВ в серии послематчевых пенальти.
Диамантину покинул «Бенфику» в конце сезона 1989/1990, сыграв только в 15 матчах лиги. Он также остался на скамейке запасных во проигрышном финале Кубка европейских чемпионов 1990 года против «Милана». В последующее межсезонье вернулся в сетубальскую «Виторию», где начинал профессиональную карьеру, и где в 1993 году завершил.

## Карьера за сборную
На молодёжном уровне Миранда представлял Португалию на двух соревнованиях: юниорский турнир 1978 года в Польше и молодёжный чемпионат мира 1979 года в Японии, сыграв по три матча на каждом турнире.
Дебют за национальную сборную Португалии состоялся 18 ноября 1981 года в победном матче отборочного турнира на чемпионат мира 1982 против сборной Шотландии (2:1). Был включён в состав на чемпионат Европы 1984 года во Франции и на чемпионат мира 1986 года в Мексике. Всего Миранда за национальную сборную сыграл 22 матча и забил 5 голов.

## Карьера тренера
Став тренером в 1994 году, Диамантину начал свою карьеру в «Витории» (Сетубал), и руководил этим клубом в течение нескольких игр в двух сезонах в высшем дивизионе с разницей почти в десятилетие. Кроме того, на высшем уровне он дважды возглавлял «Кампумайоренсе».
Диамантину был назначен тренером клуба «Ольяненсе» из Сегунда-лиги в середине сезона 2007/08, начав сезон в клубе «Варзин» в той же лиге. В мае 2008 года он присоединился к «Бенфике» в качестве помощника тренера под руководством Кике Санчеса Флореса. Оба покинули пост по окончании сезона, после чего он перешёл в молодежную академию.
Летом 2010 года Диамантино подписал контракт с клубом «Фатима» из второго дивизиона, откуда был уволен в конце ноября. Впервые в своей карьере он переехал за границу, чтобы возглавить мозамбикский клуб «Кошта ду Сол», но его пребывание в клубе закончилось в октябре 2013 года, когда министр труда Мария Элена Тайпо выслала его из страны за то, что он назвал её народ «ворами» в знак протеста против решения судей. В январе 2019 года он вернулся, чтобы возглавить команду «Лига Мусульмана».

## Достижения

### Как игрок

#### «Бенфика»
- Чемпион Португалии[16]: 1982/83, 1983/84, 1986/87, 1988/89
- Обладатель Кубка Португалии[17]: 1979/80, 1982/83, 1984/85, 1985/86, 1986/87
- Обладатель Суперкубка Португалии[17]: 1985, 1989

### Как тренер

#### «Кампумайоренсе»
- Победитель Секунда-лиги[18]: 1996/97